# 블리딩 스틸
《블리딩 스틸》(중국어: 机器之血, Bleeding Steel)은 중국에서 제작된 장립가 감독의 2017년 액션, 스릴러 영화이다. 성룡 등이 주연으로 출연하였고 성룡 등이 제작에 참여하였다.

## 출연

### 주연
- 성룡 - 임동 역
- 칼란 멀베이
- 테스 호브리치
- 나지상

### 조연
- 오우양나나
- 다미앙 가베이

## 기타
- 시각효과: 김재훈
- 시각효과: 양정연
- 시각효과: 문성희
- 시각효과: 박정민
- 시각효과: 한상용
- 시각효과: 장한솔